# 弗朗切斯科·埃斯波西托
弗朗切斯科·埃斯波西托（義大利語：Francesco Esposito，1955年3月4日—），意大利男子赛艇运动员。他曾代表意大利参加1984年夏季奥林匹克运动会赛艇比赛，结果获得男子双人双桨的第五名。